# The Eagle Has Landed (film)
The Eagle Has Landed is een Britse oorlogsfilm uit 1976 onder regie van John Sturges met in de hoofdrollen Michael Caine, Robert Duvall en Donald Sutherland
Het scenario is gebaseerd op de gelijknamige roman uit 1975 van de Britse auteur Jack Higgins. De film kreeg goede kritieken en was een groot succes in de bioscopen.

## Verhaal
In juli 1943 bevrijden Duitse luchtlandingstroepen onder leiding van Otto Skorzeny, de Italiaanse dictator Benito Mussolini uit Italiaanse gevangenschap. De leider van de SS Heinrich Himmler krijgt door deze geslaagde reddingsactie inspiratie voor een volgende spectaculaire actie. Hij vraagt admiraal Wilhelm Canaris, het hoofd van de Abwehr, om een plan op te stellen om Winston Churchill, de premier van het Verenigd Koninkrijk te ontvoeren. Canaris ziet niets in het belachelijke plan, maar begrijpt ook dat Himmler een weigering kan aangrijpen om hem uit zijn functie te zetten. Dus vraagt hij aan een van zijn ondergeschikten, kolonel Radl, om een plan te ontwerpen. Ook Radl ziet niets in het plan, totdat hij een rapport onder ogen krijgt van 'Starling', een spion van de Abwehr in het Verenigd Koninkrijk. Volgens Starling zal Churchill het vliegveld in de buurt van het dorpje Studley Constable bezoeken. Het dorpje ligt vlak bij de Britse kust in Norfolk. Radl werkt een plan uit waarbij een Duitse eenheid parachutisten in Britse uniformen zal landen bij Studley Constable, de Britse verdediging uitschakelen en Churchill ontvoeren en met behulp van een Schnellboot naar Duitsland brengen. Het plan krijgt de codenaam 'Adler' (Eagle in het Engels).
Het plan wordt door Canaris afgewezen, maar Himmler krijgt het toch te zien. Hij passeert Canaris en geeft Radl opdracht om verder te gaan met plan Adler. Hij geeft de kolonel een brief mee die ondertekend is door Adolf Hitler en de drager ervan  vrijwel ongelimiteerde macht geeft. Radl voegt het Ierse IRA lid Liam Devlin toe aan de missie en samen gaan ze op zoek naar de geschiktste parachutisteneenheid. Die eenheid vinden ze op een van bezette Kanaaleilanden. Daar verblijft de eenheid parchutisten van kolonel Kurt Steiner. Steiner is anti-Nazi en heeft bij zijn terugkeer uit de Sovjet-Unie een SS-officier geslagen bij zijn poging een jonge Joodse vrouw te redden. De krijgsraad veroordeelde Steiner ter dood, maar besloot uiteindelijk om hem en zijn mannen naar de Kanaaleilanden te sturen om uiterst gevaarlijke aanvallen te doen met eenmanstorpedo’s op Britse konvooien. Steiner, die nog maar weinig mannen van zijn eenheid over heeft, gaat akkoord en de groep krijgt de uniformen van Poolse parachutisten in Britse dienst. Niet veel later landen ze bij Studley Constable. Op nadrukkelijk verzoek van Steiner dragen ze Duitse uniformen onder de Poolse uniformen.
Onder het mom van een oefening bezet de eenheid de toegangswegen van het dorp in afwachting van de komst van Churchill. Dan valt een van de kinderen van het dorp in het water bij de molen en dreigt te worden verpletterd door het waterrad. Een van Steiners mannen duikt in het water en redt het kind. Hij komt echter zelf onder het rad en een deel van zijn Poolse uniform scheurt af. Als de verbaasde dorpelingen het lijk aan het rad omhoog zien komen, zien ze dat de man een Duits uniform draagt. De Duitsers nemen de dorpelingen in gijzeling en sluiten ze op in de kerk. Een van de vrouwen ontsnapt echter en waarschuwt een eenheid Amerikaanse soldaten die in de buurt is gelegerd. Als de Amerikanen de kerk aanvallen, verdedigen de Duitse para’s zich fel om Steiner de gelegenheid te geven om te ontsnappen. Samen met Devlin probeert de Duitse kolonel om een poging te doen om Churchill te vermoorden als alternatief voor de ontvoering. Steiner dringt door tot de verblijfplaats van de Britse premier en doodt hem. Hij wordt onmiddellijk zelf ook doodgeschoten door Churchills lijfwacht. Dan wordt onthuld dat de gedode Churchill in werkelijkheid George Fowler is, een dubbelganger. De premier zelf is in Teheran voor een geallieerde conferentie. De enige die de missie overleeft is Devlin, die snel wegvlucht van het dorp.

## Rolverdeling
| Acteur            | Personage             |
| ----------------- | --------------------- |
| Michael Caine     | Kolonel Steiner       |
| Donald Sutherland | Liam Devlin           |
| Robert Duvall     | Kolonel Radl          |
| Jenny Agutter     | Molly                 |
| Donald Pleasence  | Himmler               |
| Anthony Quayle    | Admiraal Canaris      |
| Jean Marsh        | Joanna Grey           |
| Sven-Bertil Taube | Kapitein von Neustadt |
| John Standing     | Vader Verecker        |
| Judy Geeson       | Pamela                |
| Treat Williams    | Kapitein Clark        |
| Larry Hagman      | Kolonel Pitts         |
| Alexei Jawdokimov | Korporaal Kuniski     |
| Richard Wren      | Sergeant Altmann      |
| Michael Byrne     | Karl                  |

## Scenario
In 1974 kocht producent Jack Wiener de filmrechten van het boek voor Paramount Pictures. Scenarist Tom Mankiewicz schreef het scenario waarbij hij hier en daar afweek van de roman. In de film is de bevolking van het dorp Studley Constable woedend op de Duitsers, maar in het boek is men dankbaar voor de redding van het meisje en krijgen de Duitsers later een fatsoenlijke begrafenis en zelfs een (verborgen) gedenkplaat. Zowel in het boek als in de film mislukt het Duitse plan omdat het Duitse uniform van een van de soldaten zichtbaar wordt en de dorpelingen onmiddellijk zien dat er een Duitse soldaat aan het waterrad hangt. Dit klinkt geloofwaardig, maar het is echter de vraag of de inwoners van een klein dorpje midden in de oorlog het Duitse uniform zo snel herkenden. In het Verenigd Koninkrijk waren in 1943 zoveel militairen van verschillende naties aanwezig dat lang niet iedereen op de hoogte was van alle verschillen in uniformen. Zo beschrijft Oreste Pinto in Spycatcher een grap van een Britse krant die een ingehuurde acteur in het zwarte galauniform van de SS door de straten van Londen liet lopen. Geen mens waarschuwde de politie. Sommige Britse soldaten op verlof dachten dat het om een officier van de Vrije Fransen ging.

## Selectie van de acteurs
Aanvankelijk zou Michael Caine de rol van Liam Devlin spelen, maar hij wilde geen IRA-aanhanger spelen. Caine accepteerde wel de rol van kolonel Kurt Steiner. De volgende acteur die Devlin zou spelen was de Ierse acteur Richard Harris. Harris was in 1975 een supporter van de IRA en zamelde geld in voor deze organisatie. De producenten waren hier niet blij mee en vervingen Harris door de Canadese acteur Donald Sutherland die een Iers accent aanleerde. Aanvankelijk wilde regisseur John Sturges actrice Mia Farrow voor de rol van Molly, maar de producenten kozen voor de Britse actrice Jenny Agutter.

## Productie

### John Sturges
Regisseur John Sturges was aangetrokken vanwege zijn grote reputatie en de Britse filmploeg was enthousiast over de komst van de Amerikaan. Maar Sturges,  die aan het eind van zijn carrière stond - The Eagle has Landed zou zijn laatste film worden - was de filmwereld zat. Michael Caine vertelt in zijn autobiografie dat Sturges alleen geïnteresseerd was in zijn salaris om zijn dure hobby oceaanvissen te bekostigen. Ook scenarist Tom Mankiewicz vond de regie van Sturges beneden alle peil. Naar eigen zeggen had hij zijn beste scenario voor de film geschreven, maar bakte Sturges er verder weinig van. Naar het idee van Mankiewicz redde de montage van Anne V. Coates de film, die anders als weinig interessant zou zijn afgeserveerd. Sturges weigerde om terug te komen voor de post-productie en de montage.

### Acteurs
Acteur Treat Williams bereidde zich vol overgave voor op zijn rol. Om zo natuurlijk mogelijk over te komen oefende hij een week mee met het 1st Ranger Battalion van de 75th Rangers van het Amerikaanse leger in Georgia.

### Locaties
De film werd opgenomen van mei tot augustus 1976. Het budget zou oplopen tot ongeveer 6 miljoen dollar. De locatie voor het fictieve plaatsje Studley Constable was de Engelse plaats Mapledurham. Voor de opnames van het waterrad in de molen werd het bestaande rad tijdelijk vervangen door een rad dat speciaal was gebouwd voor de film en dat uiteindelijk tijdens de filmopnamen werd opgeblazen. Ook plaatste men enkele façades van winkels en de pub in het dorpje. Om te voorkomen dat de grafstenen van overleden dorpelingen in beeld kwamen, werd ook een aantal plastic grafstenen neergezet voor de scènes waarbij de Amerikaanse Rangers de kerk aanvallen.
Voor de opnamen op het Kanaaleiland gebruikte de filmploeg Cornwall, met name bij de plaatsen Rock en Charlestown, terwijl Berkshire doorging voor East Anglia. Mapledurham House werd gebruikt voor de opnamen waar Winston Churchill verblijft. Het RAF vliegveld St. Magwan diende als decor voor de opnamen van Landsvoort Airfield. Interieuropnamen werden gemaakt in de Twickenham Studios. Holkam Beach in Norfolk was de locatie voor de opnamen waar de parachutisten landen op het strand.

### Stunts
Er was geen grote ploeg stuntmannen aanwezig. Er waren zelfs zo weinig gekwalificeerde stuntmannen dat bijvoorbeeld stuntman Jim Dowall zowel de Amerikaanse chauffeur van een jeep speelt als de Duitse soldaat die deze chauffeur doodschiet. In de montage is niet te zien dat schutter en slachtoffer dezelfde zijn.
Voor de opnamen van de springende parachutisten werd de REME (Royal Electrical and Mechanical Engineer) Parachute Display Team ingezet.

### Voertuigen, vaartuigen en vliegtuigen
In de film krijgt het personage Liam Devlin een motorfiets en een jachtgeweer om zijn rol als jachtopziener te kunnen spelen. Donald Sutherland moest hiervoor rijden met een 125 cc Royal Enfield Flyin Flea. Het exemplaar was niet erg betrouwbaar en om die reden werd er een tweede motor bijgehaald, althans in het frame van een andere Royal Enfield Flyin Flea werd een 125 cc Yamahamotor geplaatst. Bij de postproductie werd het geluid van de echte Royal Enfieldmotor ingedubd.
In de Tweede Wereldoorlog gebruikten zowel De Duitsers als de Britten zogenaamde motortorpedoboten, snelle boten die waren uitgerust met torpedo’s en over en weer konvooien aanvielen. De Duitsers noemden deze boten Schnellbote en de Britten MTB’s. De Duitse MTB die in de film is te zien is in werkelijkheid een oude Britse MTB uit de Tweede Wereldoorlog en wel de MTB 102 die nog is ingezet bij de evacuatie van Britse troepen uit Duinkerken in juni 1940. De producenten vonden de MTB 102 bij een lokale groep zeeverkenners bij de Norfolk Broads. Ze betaalden voor de restauratie en gebruikten de boot tijdens de opnamen.
Het vliegtuig waarmee het personage Liam Devlin naar Engeland vliegt is een SIPA S.11, een Frans vliegtuig dat was gebaseerd op de Duitse Arado Ar 96.

## Versies
De bioscoopversie duurde 134 minuten in Europa en 123 minuten in de VS. Op de dvd is de speelduur van 131 minuten vrijwel gelijk aan de Europese bioscoopversie. In 2004 werd een uitgave uitgebracht met twee dvd-schijven, één met de Europese bioscoopversie en één met een uitgebreide versie van 145 minuten.